# Leewehpea-Mahn District
Leewehpea-Mahn District är ett distrikt i Liberia.   Det ligger i regionen Nimba County, i den centrala delen av landet, 230 km öster om huvudstaden Monrovia.